# Baggy (musique)
Pour les articles homonymes, voir Baggy.
Genres dérivés
Britpop
Le baggy est un genre musical ayant émergé à la fin des années 1980 au Royaume-Uni, plus précisément à Manchester, et populaire jusqu'au début des années 1990 avec comme figure de proue les Stone Roses. Il donne naissance plus tard à la britpop.

## Histoire
Le baggy est fortement influencé par le madchester, bien qu'il ne soit pas géographiquement confiné à la ville de Manchester. Beaucoup de groupes de madchester peuvent être considérés comme baggy et inversement. Le baggy est caractérisé par une musique psychédélique, une guitare au style acid house et un batteur funk, tels que les Happy Mondays, The Farm, Northside ou les Stone Roses. Ces derniers sont ceux qui auront le plus de succès en 1989 et 1990 avec leur premier alum éponyme suivi de leur single Fools Gold. Son nom lui est attribué d'après les vêtements larges que portent les musiciens et les fans du genre. Certains groupes, comme The Mock Turtles n'hésitent d'ailleurs pas à changer leur musique et leur image pour être en accord avec la scène, provoquant certaines critiques à leurs égards.
Lorsque la scène perd en audience, plusieurs groupes disparaissent, tandis que les autres évoluent vers le rock indépendant ou la britpop, qui reste populaire au cours des années 1990, en parallèle du grunge. The Charlatans en est un très bon exemple puisque le groupe est toujours actif. Plusieurs groupes des années 2000 s'inspirent du baggy et du madchester : Kasabian, Reverend and the Makers, The Ruling Class, Sulk, The Bavarian Druglords, ou encore Working for a Nuclear Free City.

## Groupes représentatifs
Les groupes représentatifs du baggy incluent notamment : Candy Flip, The Candyskins, The Charlatans, The Farm, Flowered Up, Happy Mondays, The High, Inspiral Carpets, James, The Mock Turtles, My Jealous God, New Fast Automatic Daffodils, Northside, Paris Angels, The Real People, The Soup Dragons, The Stone Roses, World of Twist, et 808 State.